# Hoplostethus ravurictus
Hoplostethus ravurictus es una especie de pez marino de la familia de los traquictiídeos. 
Es originaria del Océano Índico oriental frente a la costa occidental de Australia, donde se puede encontrar a profundidades de entre 250 y 1000 metros. Puede alcanzar tamaños de hasta 14,1 centímetros de SL.